# Hotta Masanobu
Hotta Masanobu (jap. 堀田 正信; * 1632; † 1680/5/12 in Tokushima) war von 1651 bis 1660 der Herr des Sakura-han in Japan. Nach Kritik an der Politik des Bakufu wurde er verbannt.

## Leben
Hotta Masanobu war der Sohn Hotta Masamori. Er hatte den Hofrang des Kōzuke no Suke, des Vizegouverneurs von Kōzuke inne. Nach dem Selbstmord seines Vaters wurde er 1651 Familienoberhaupt.
Im Jahre 1660 klagte er in einem Schreiben die shōgunale Misswirtschaft an und bat um die Erlaubnis sein Lehen, Sakura (佐倉藩, Provinz Shimousa, 110.000 koku), unter seinen Vasallen (hatamoto) aufteilen zu dürfen, um deren Elend zu mildern. Dieses Ansuchen wurde vom Bakufu als beleidigend betrachtet und er wurde zunächst zum Tode verurteilt. Auf Intervention von Matsudaira Nobutsuna und Hoshina Masayuki wurde Masanobu nur enteignet und nach Iida (Provinz Shinano) verbannt. Im Jahre 1672 durfte er, unter Hausarrest, seinen Aufenthaltsort nach Wakasa verlegen. 1675 begab er sich heimlich in die Hauptstadt Kyoto, wurde jedoch bald entdeckt und nun auf die Insel Awaji, zwei Jahre später nach Tokushima, exiliert. Er beging dort Selbstmord, wohl als er vom Tode des Shōguns Tokugawa Ietsuna erfahren hatte.
Seine tragische Geschichte ist im Sōgorō heroisiert, er selbst ist das „Gespenst von Sakura“.
Sein Urenkel, der 1709–53 lebte, trägt den gleichen Namen, der jedoch mit anderen Kanji, geschrieben wird.